# Flughafen Moskau-Bykowo

i7
i11
i13
Der Flughafen Moskau-Bykowo (IATA: BKA, ICAO: UUBB) war zum Zeitpunkt seiner Schließung der kleinste und älteste in Betrieb befindliche Flughafen im Großraum Moskau. Seit Ende 2010 ist er geschlossen, das alte Terminalgebäude wurde abgerissen.

## Beschreibung
Der Flughafen Bykowo liegt in der Siedlung Bykowo, etwa 40 km südöstlich vom Stadtzentrum Moskaus entfernt, in der Nähe der Straße A 102. Die Adresse lautet: Bykowo, Sowjetskaja uliza 19, Moskowskaja Oblast.
Der Flughafen wurde 1933 in Betrieb genommen. Er diente bis 2009 noch als nationaler Flughafen. Der Flughafen verfügte über nicht über eine moderne Infrastruktur, die maximale Kapazität lag zuletzt bei 400 Fluggästen pro Stunde. Jährlich wurden weniger als 100.000 Passagiere abgefertigt. Kleinere Flugzeuge wie Jak-40, Jak-42 u. ä. führten die pro Tag etwa 30 regulären Kurz- und Mittelstreckenflüge auf die Krim und beispielsweise nach Kursk, Smolensk, Pskow, Nowgorod durch.
Der zu Fuß erreichbare Bahnhof Bykowo ist über Vorortzüge mit dem Kasaner Bahnhof (Metrostation Komsomolskaja) verbunden. Die Züge benötigen für die Strecke 50 Minuten.